# Айнрінг
Айнрінг (нім. Ainring) — громада в Німеччині, знаходиться в землі Баварія. Підпорядковується адміністративному округу Верхня Баварія. Входить до складу району Берхтесгаден.
Площа — 32,97 км2. Населення становить 9847 ос. (станом на 31 грудня 2020).